# Vidardo
Vidardo è la sede del comune lombardo di Castiraga Vidardo, di cui costituisce la principale località abitata.

## Origini del nome
Il nome Vidardo deriva dal latino Vicodardum.

## Storia
La località, piccolo borgo agricolo, fu attestata per la prima volta nel 1130.
Il territorio appartenne al vescovo di Lodi, che nel XII secolo lo concesse, almeno in parte, ai suoi feudatari, i signori Vistarini di Salerano. Vidardo, alla fine del XVIII secolo, fu feudo dei Talenti Fiorenza prima e della marchesa Luigia Castelli poi, il cui grandioso palazzo passò in seguito ai Maggi-Pizzagalli. Nei primi decenni del Novecento il palazzo venne venduto e frazionato in più proprietà, venne abbattuta la passerella di collegamento con la chiesa parrocchiale ed il grande parco nella seconda metà del secolo venne trasformato in campo sportivo parrocchiale.
In età napoleonica (1809-16) Vidardo fu frazione di Sant'Angelo, recuperando l'autonomia con la costituzione del Regno Lombardo-Veneto.
All'Unità d'Italia (1861) il paese contava 542 abitanti. Nel 1869 Vidardo fu aggregata, insieme con Castiraga da Reggio, al comune di Marudo.
Nel 1902 le frazioni di Castiraga da Reggio e Vidardo recuperarono l'autonomia, formando un comune denominato Castiraga Vidardo.

## Infrastrutture e trasporti
Fra il 1881 e il 1931 la località Cascina Rosa ospitò una fermata della tranvia Melegnano-Sant'Angelo Lodigiano.